# Innocenti Lui
Il Lui o Lambretta Lui è uno scooter costruito dalla italiana Innocenti dal marzo 1968 al giugno 1969. All'estero il "Lui" venne venduto con il nome di "Luna" (la versione "50 CL"), "Vega" (il "75 S") e "Cometa" (il "75 SL").
Nella seconda metà degli anni sessanta la Casa di Lambrate decise la produzione di uno scooter economico, al fine di far fronte alla crisi che attanagliava il settore motociclistico.

## Storia
Il primo prototipo, realizzato nel 1967 dai progettisti della Innocenti, già prefigurava fedelmente le soluzioni tecniche definitive, ma dal punto di vista estetico venne classificato come "invendibile". Pertanto, si decise di affidare lo styling dello scooter alla Bertone (collaborò poi anche alla successiva Lambretta DL) che partorì il prototipo "Luna Range", approvato dalla Innocenti ed entrato in produzione in veste pressoché invariata.
La presentazione avvenne il 28 maggio 1968 con il nome di Lambretta 50 Lui. Le due versioni disponibili con motore di 50 cm³ sono la “C” e la “CL”, quest'ultima con diverso disegno di manubrio e fanale, ed erano proposte rispettivamente a prezzo di L. 89.500 e L. 95.000.
Alla fine del 1968 venne presentata una versione con motore di 75 cm³, con poche modifiche estetiche, e disponibile anch'essa in due varianti, “S” (a 115.000 lire) e “SL” (125.000 lire). Quest'ultima è caratterizzata dalla presenza del miscelatore automatico, montato per la prima volta su uno scooter venduto in Italia.
Il "Lui" procurò alla Innocenti un flebile ritorno economico: alla Bertone non erano stati imposti criteri di industrializzazione da rispettare, quindi, solo pochi componenti della produzione esistente poterono essere impiegati sul nuovo modello. Nonostante la massiccia campagna pubblicitaria, le vendite furono scarse (37.614 esemplari, per circa tre quarti nella cilindrata 50), cosa che fece uscire di scena il "Lui" nel 1969.

## Accoglienza
I commenti del pubblico furono contrastanti: favorevoli al prezzo interessante (per confronto, la Lambretta J 50 costava 118.000 lire, la Vespa 50 N 107.000) e al raffinato design, ma critici nei confronti di un propulsore non esaltante (lo stesso della Lambretta J 50) e della rinuncia alle usuali dotazioni di uno scooter “tradizionale”, come l'assenza del gancio appendi-borse, degli attacchi per il parabrezza e della ruota di scorta, oltre alla pedana ed allo scudo frontale di ridotte dimensioni.